# Armeria berlengensis
Armeria berlengensis (лат.)  — ботанический вид, в основном принадлежащий к группе средиземноморских растений. Он является эндемиком архипелага Берленгаш (Португалия), где обитает в трещинах гранитных скал. Особенно распространён на островах Берленга-Гранди и Фарилхойньес.

## Описание
Это полукустарники до 40 см в диаметре, цветущие в апреле и мае. Воздушные корни переменной длины. Листья 30-70 × 3-14 мм, гомоморфные, собраны в верхушечные пучки, от линейно-ланцетных до ланцетных или почти лопатчатых, обычно заострённые, с 3-5 жилками, плоские, ± жёсткие, от прямостоячих до открытых и со временем постепенно рефлекторных, от голых до опушённых. Плоды — неволокнистые красноватые стручки. Черешки 6-30 см, иногда опушённые. Обёртка 20-30 мм в диаметре. Прицветники обёртки 10-14 мм, толстые, коричневые, голые до опушённых, с узким плёнчатым краем; наружные — яйцевидно-ланцетные, остроконечные, длиннее средних, обратнояйцевидные, заострённые; внутренние — обратнояйцевидно-продолговатые, остроконечные. Спикулы сидячие или с короткими ножками. Спикулярные прицветники несколько плотные, коричневатые, по длине равны внутренним обёрткам. Чашечка 7-9 мм, голоплевротричная, с ± питающимися рядами волосков длиной более 0,3 мм; шпора 1-2 мм, длина колеблется от 3/5 до 1/2 длины трубки, красновато-коричневого цвета; доли 0,7-1,3 мм, яйцевидно-треугольные, короткоостистые, менее 1/5 длины чашечки. Венчик от розового до белого, имеет число хромосом 2n=18.

## Таксономия
Armeria berlengensis была описана Жюлем Александром Даво и опубликована в Boletim da Sociedade Broteriana в 1884 году.

## Этимология
Armeria — родовое название, происходящее от старофранцузского armerie (armoire), обозначавшего неопределённый вид гвоздики, по мнению некоторых авторов, Dianthus armeria. Судя по всему, Карл Клузиус был первым ботаником, назвавшим любое растение из этих свинчатковых Armerius montanus.
berlengensis — географический эпитет, указывающий на расположение на архипелаге Берленгаш.